# Liste der Grafen von Saarbrücken
Die Liste der Grafen von Saarbrücken stellt die vormaligen Saargaugrafen vor, die über die Grafschaft Saarbrücken herrschten.

## Geschichte
1080 wird Siegbert erstmals als Graf im Saargau erwähnt, als er von König Heinrich IV. mit Wadgassen beschenkt wurde. Graf Simon III. legte 1227 in einem Erbvertrag mit dem Bischof Johann von Metz die Erbfolge für seine beiden Töchter Lauretta und Mathilde fest. Als 1271 die Grafschaft an Mathilde ging, erhob jedoch der neue Bischof, Lorenz, Einspruch gegen die weibliche Nachfolge. Mathilde nahm im Bund mit Herzog Friedrich III. von Lothringen den Kampf um ihr Erbe auf und wurde dafür exkommuniziert. Die Erbkämpfe zogen sich bis nach ihrem Tod hin, doch letztlich konnte sich ihr Sohn, Simon, durchsetzen. Ein jüngerer Sohn Graf Johanns I. begründete die Linie Saarbrücken-Commercy, die 1417 in den Besitz der Grafschaft Roucy gelangt.
Durch die Ehe Gräfin Johannas mit Graf Johann I. von Nassau-Weilburg gelangt Saarbrücken in den Besitz des Hauses Nassau. Weil dieser letztgenannte Johann manchmal als Johann III. gezählt wird (obwohl er nie regierender Graf von Saarbrücken war), wird manchmal Johann III. von Nassau-Saarbrücken auch als Johann IV. gezählt.

## Saarbrücken
- 1080–1105 Siegbert, Graf im (unteren) Saargau
- 1105–1135 Friedrich Sohn
- 1135–1182 Simon I. Sohn
- 1182–1207 Simon II. Sohn ⚭ Liutgard von Leiningen (sein Bruder Heinrich begründete die Linie der Grafen von Zweibrücken)
- 1207–1235/40 Simon III. Sohn (sein Bruder Friedrich, ab 1214 Graf von Leiningen, begründete die bis heute im Mannesstamm blühende Linie der Leininger)
- 1235/40–1271 Lauretta Tochter
  - 1240–1250 Gottfried II. von Apremont erster Ehemann Laurettas
  - 1252–1260 Dietrich Luf von Kleve zweiter Ehemann Laurettas
- 1271–1274 Mathilde Schwester Laurettas ⚭ Simon II. von Commercy (Maison de Broyes)

## Broyes-Commercy

Wappen der Grafen von Saarbrücken-Commercy

- 1271–1308 Simon IV. Sohn des Herrn Simon II. von Commercy und der Gräfin Mathilde von Saarbrücken
- 1308–1342 Johann I. Sohn
- 1342–1381 Johann II. Enkel ⚭ Gille von Bar † 1362
- 1381–1381 Johanna Tochter

## Nassau-Saarbrücken

Wappen der Grafen von Nassau-Weilburg-Saarbrücken 1381–1728

- 1381–1429 Philipp I. Sohn des Grafen Johann I. von Nassau-Weilburg und der Gräfin Johanna von Saarbrücken-Commercy
- 1429–1472 Johann III. Sohn
  - 1429–1442 Elisabeth von Lothringen Mutter
- 1472–1545 Johann Ludwig Sohn Johanns III.
  - 1472–1474 Elisabeth von Württemberg Mutter
  - 1474–1490 Philipp II. von Nassau-Weilburg und Eberhard V. von Württemberg-Urach Onkel
- 1545–1554 Philipp II. Sohn Johann Ludwigs
- 1554–1574 Johann IV. Bruder
- 1575–1602 Philipp III. aus der Linie Nassau-Weilburg
- 1602–1627 Ludwig II. Neffe
- 1627–1640 Wilhelm Ludwig Sohn
- 1640–1642 Kraft Sohn
- 1659–1677 Gustav Adolf Sohn Wilhelm Ludwigs
- 1677–1713 Ludwig Kraft Sohn
- 1713–1723 Karl Ludwig Sohn von Gustav Adolf
- 1723–1728 Friedrich Ludwig aus der Linie Nassau-Ottweiler

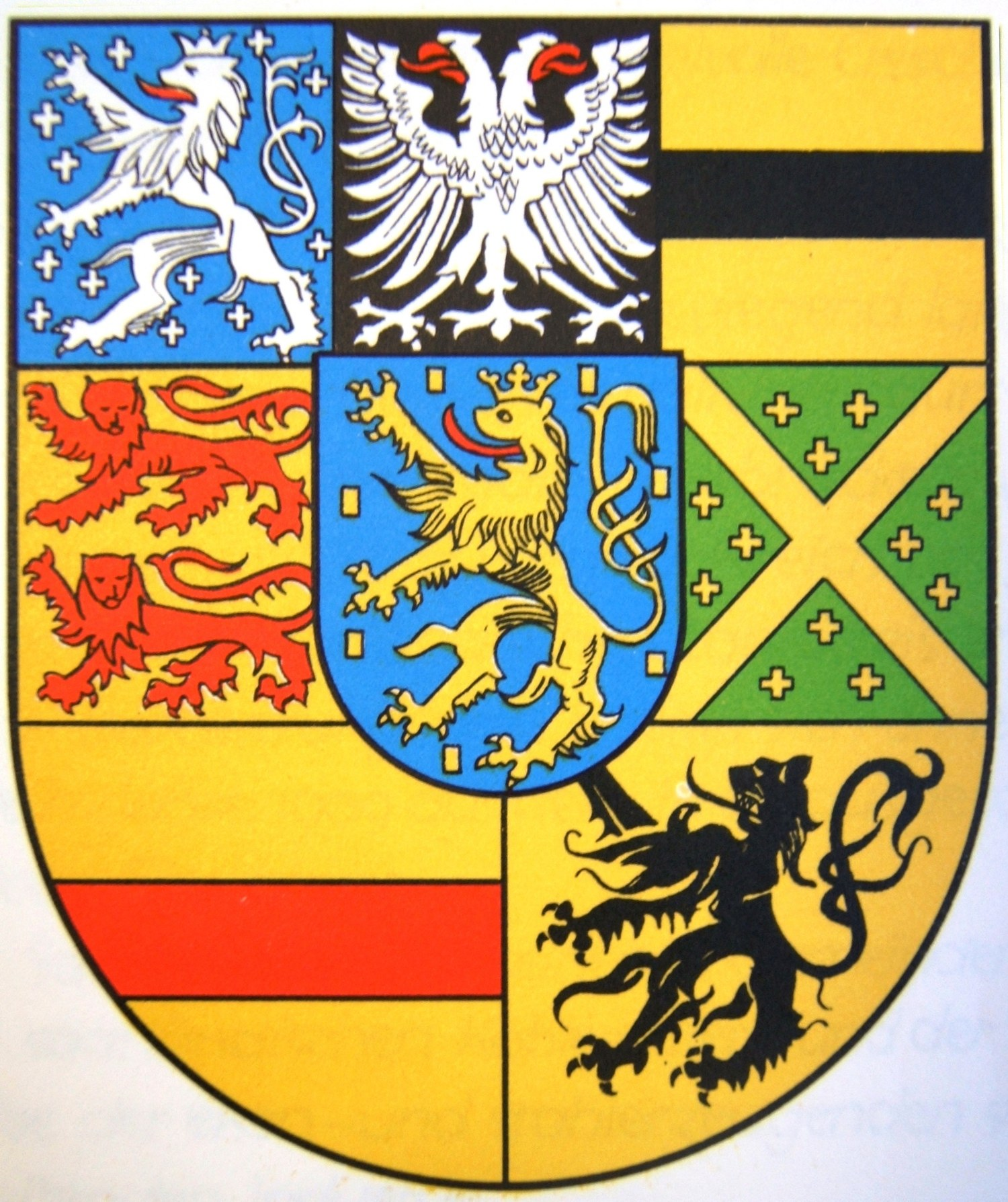
Wappen der Fürsten von Nassau-Usingen-Saarbrücken 1728-1793/1801

- Wappen der Fürsten von Nassau-Usingen-Saarbrücken 1728-1793/18011741-1768 Wilhelm Heinrich Sohn des Wilhelm Heinrich von Nassau-Usingen d. Ä., 1. Fürst
- 1768–1794 Ludwig Sohn
- Heinrich (Ludwig Karl Albrecht) Erbprinz, regierte nie